# جمعية العلماء المسلمين الجزائريين
جمعية العلماء المسلمين الجزائريين، هي جمعية إسلامية جزائرية أسسها مجموعة من العلماء الجزائريين خلال النصف الأول من القرن العشرين في عام 1931.
سطرت الجمعية أهدافا لها وهي إحياء الشعب الجزائري والنهوض به وإصلاح مجتمعه وزرع القيم والأخلاق الإسلامية الرفيعة والمحافظة على هويته من أجل أن يتبوأ مكانة رائدة بين الأمم وفق هويته الإسلامية والعربية. واتخذت الجمعية «الإسلام ديننا والعربية لغتنا والجزائر وطننا» شعارا لها.

## تأسيس

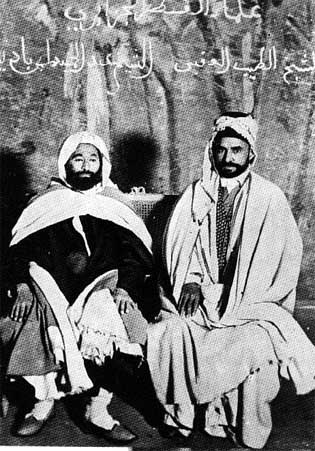
الشيخ عبد الحميد ابن باديس (على اليسار) والشيخ الطيب العقبي (على اليمين)

تأسست جمعية العلماء المسلمين الجزائريين يوم 5 مايو 1931 في نادي الترقي بالعاصمة الجزائرية على يد الشيخ العلامة عبد الحميد ابن باديس إثر دعوة وجهت إلى كل عالم من علماء الإسلام في الجزائر، من طرف هيئة مؤسسة مؤلفة من أشخاص حياديين ينتمون إلى نادي الترقي غير معروفين بالتطرف، لا يثير ذكرهم حساسية أو شكوكا لدى الحكومة، ولا عند الطرقيين. أعلنوا: أن الجمعية دينية تهذيبية تسعى لخدمة الدين والمجتمع، لا تتدخل في السياسة ولا تشتغل بها. لبّى الدعوة وحضر الاجتماع التأسيسي أكثر من سبعين عالما، من مختلف جهات الجزائر، ومن شتى الاتجاهات الدينية والمذهبية: مالكيين وإباضيين مصلحين وطرقيين، موظفين وغير موظفين وانتخبوا مجلسا إداريا للجمعية يتكون من ثلاثة عشر عضوا برئاسة الشيخ ابن باديس الذي لم يحضر إلا في اليوم الأخير للاجتماع وباستدعاء خاص مؤكد، فكان انتخابه غيابيا.
لم يكن رئيس الجمعية ولا معظم أعضاء مجلسها الإداري من سكان العاصمة، لذلك عينوا لجنة للعمل الدائم ممن يقيمون بالعاصمة، تتألف من خمسة أعضاء برئاسة عمر إسماعيل، تتولى التنسيق بين الأعضاء، وتحفظ الوثائق، وتضبط الميزانية، وتحضر للاجتماعات الدورية للمجلس الإداري. لم يحضر ابن باديس الاجتماع التأسيسي للجمعية من الأول، وكان وراء ذلك هدف يوضحه الشيخ خير الدين أحد المؤسسين الذي حضر الجلسات العامة والخاصة لتأسيس الجمعية، يقول:
| جمعية العلماء المسلمين الجزائريين | كنت أنا والشيخ مبارك الميلي في مكتب ابن باديس بـقسنطينة يوم دعا الشيخ أحد المصلحين محمد عبابسة الاخضري وطلب إليه أن يقوم بالدعوة إلى تأسيس جمعية العلماء المسلمين الجزائريين في العاصمة وكلفه أن يختار ثلة من جماعة نادي الترقي الذين لا يثير ذكر أسمائهم شكوك الحكومة، أو مخاوف أصحاب الزوايا، وتتولى هذه الجماعة توجيه الدعوة إلى العلماء لتأسيس الجمعية في نادي الترقي بالعاصمة حتى يتم الاجتماع في هدوء وسلام، وتتحقق الغاية المرجوة من نجاح التأسيس | جمعية العلماء المسلمين الجزائريين |

ويضيف الشيخ خير الدين:
| جمعية العلماء المسلمين الجزائريين | وأسر إلينا ابن باديس أنه سوف لا يلبي دعوة الاجتماع ولا يحضر يومه الأول حتى يقرر المجتمعون استدعاءه ثانية بصفة رسمية، لحضور الاجتماع العام، فيكون بذلك مدعوا لا داعيا، وبذلك يتجنب ما سيكون من ردود فعل السلطة الفرنسية وأصحاب الزوايا، ومن يتحرجون من كل عمل يقوم به ابن باديس | جمعية العلماء المسلمين الجزائريين |

وهكذا تأسست الجمعية، وتشكل مجلسها الإداري المنبثق عن الاجتماع العام.

## أهداف الجمعية
حددت جمعية العلماء المسلمين الجزائريّين الأهداف التي ترمي إلى تحقيقها في منشور للجمعيّة نشره الشّيخ ابن باديس في جريدة البصائر في العدد 160 الصادر في 7 أبريل 1939.
وتشمل أهداف الجمعية:
- "التّعليم والتربية،
- تطهير الإسلام من البدع والخرافات،
- إيقاد شعلة الحماسة في القلوب بعد أن بذل الاحتلال جهده في إطفائها حتى تنهار مقاومة الجزائريّين،
- إحياء الثقافة العربية ونشرها بعد أن عمل المستعمر على وأدها،
- المحافظة على الشخصية الجزائرية بمقوماتها الحضارية والدينية والتاريخية،
- مقاومة سياسة الاحتلال الرامية إلى القضاء عليها
- أسست الجمعية شُعبا (فروعا) لها على المستوى الوطني، وبلغ عدد تلك الشعب 58 عام 1938.
- نشر اللغة العربية على نطاق واسع، وإحياء الثقافة العربية الإسلامية في الجزائر، وبعْث التاريخ العربي الإسلامي.
- لترسيخ غيرة وطنية لدى الجزائريين في وجه سياسة الاحتلال، واجتهدت في إعداد نخبة من الرجال والنساء ليكونوا عمدة لنهضة الجزائر، وقامت في سبيل ذلك بإصلاح أساليب التعليم وطرق التدريس، وإصلاح الكتب المدرسية.
- نظمت الجمعية بعثات تعليمية لخريجي مدارس الجمعية ومعاهدها إلى المشرق العربي، وأولت اهتماما بالتعليم المسجدي، ووضعت برامج لنشر التعليم الديني والعربي للصغار المبتدئين، وتدارك النقائص التي عانى منها الملتحقون بالمدارس الفرنسية، كما اهتمت الجمعية بالكبار وخصصت لهم دروسا في الوعظ والإرشاد ومحو الأمية.

## نشاط الجمعية
وانطلق نشاط الجمعية في تنفيذ برنامجها الذي كان قد ضبطت محاوره في الاجتماع الذي عقد عام 1928م مع صفوة من العلماء الذين رجعوا من المشرق ومن تونس، واستجاب الشعب لهذا البرنامج وبدأ يؤسس المساجد وينشئ المدارس والنوادي بأمواله الخاصة، ويستقبل العلماء ويُيَسر لهم الاضطلاع بمهامهم. وحتى يسهل الإشراف على متابعة العمل الإصلاحي وتنشيط العمل التربوي الذي يقدم في المدارس الحرة التي بدأت تنتشر في أرجاء القطر، كلف الإمام عبد الحميد بن باديس باقتراح من الجمعية:
- الشيخ الطيب العقبي بأن يتولى الإشراف على العمل الذي يجري في العاصمة وما جاورها؛
- الشيخ البشير الإبراهيمي بأن يتولى العمل الذي يجري بالجهة الغربية من البلاد انطلاقا من تلمسان؛
- وأبقى قسنطينة وما جاورها تحت إشرافه شخصيا.

وهكذا تقاسم الثلاثة العمل في القطر كله. وتنفيذا لما تضمنه القانون الأساسي للجمعية تم إحداث فروع لها (شعب) في جهات مختلفة من القطر،
- السنة الأولى تم تأسيس 22 شعبة،
- 1936م كان عدد الشعب 33 شعبة،
- 1938م فقد تطور العدد إلى 58 شعبة،

واستمر هذا الجهد التعليمي والإصلاحي رغم العراقيل والاضطهاد الذي  كان العلماء والمعلمون عرضة له، ولكن الملاحظة التي يجب تسجيلها هنا هي أن الشعب أقبل على التعليم الحر بكيفية خارقة للعادة، لذلك انتشرت المدارس في جميع مدن الجزائر وقراها. وبعد مضي ست سنوات من عمر الجمعية، بادر الإمام عبد الحميد بن باديس بوضع إطار حرّ وشامل للجمعية وهو أشبه بميثاق أو دستور وضعه لتسير على هديه الجمعية في نشاطها الإصلاحي والتعليمي، فحدد من خلال هذا الإطار ما أسماه «بدعوة جمعية العلماء وأصولها» ونشره في مجلة الشهاب العدد الرابع، المجلد الثالث عشر في جوان 1937 ثم طبع ووزع على العموم.
حرمت جمعية العلماء من استئناف نشاطها في الجزائر المستقلة، فقام نخبة من بقايا الجمعية وتلاميذها ومدرسيها بتأسيس جمعية القيم الإسلامية. عادت لنشاطها تحت اسمها التاريخي بعد أحداث 5 أكتوبر 1988 في الجزائر.

## نشاط جمعية العلماء في فرنسا
لم تغفل الجمعية عن الجالية الجزائرية المقيمة بـفرنسا فأنشأت الجمعية عشرات من النوادي وزوّدتها بالعديد من الشيوخ والمعلمين فأرسل ابن باديس الشيخ سعيد صالحي مبعوثا إلى فرنسا سنة 1938م بالإضافة إلى العديد من الشخصيات البارزة وعلى رأسها الشيخ الفضيل الورتيلاني، وهذا للقيام بسلسلة من المحاضرات في نوادي الجمعية بمختلف المدن الفرنسية، يتعلم فيها أعضاء الجالية العربية ضروريات دينهم ودنياهم، ويتعلم فيها أبناؤهم اللغة العربية تكلما وكتابة، ويتربون على الدين والوطنية.

## مجلس الجمعية
تشكل مجلس الجمعية على النحو التالي
- الرئيس: عبد الحميد بن باديس.

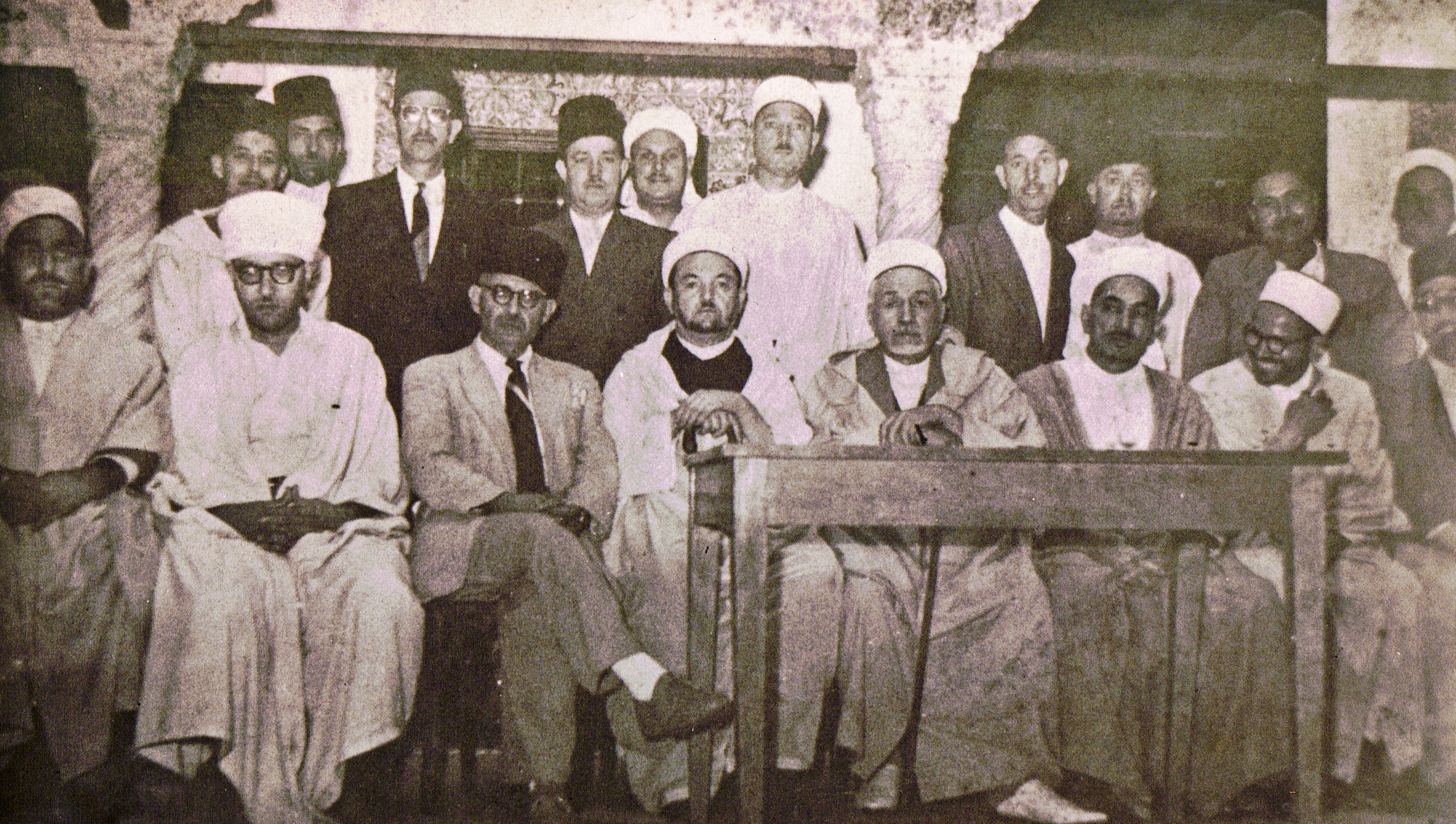
المجلس الإداري لجمعية العلماء - 1949. (الجلوس، من اليمن إلى الشمال) أحمد بوشمال، عبد اللطيف سلطاني، محمد خير الدين، محمد البشير الإبراهيمي (نائب الرئيس)، العربي التبسي، أحمد توفيق المدني، عباس بن الشيخ الحسين، نعيم النعيمي، (الوقوف من خلف) مجهول، حمزة بوكوشة، أحمد سحنون، عبد القادر المغربي، الجيلالي الفارسي، أبو بكر الأغواطي، أحمد حماني، باعزيز بن عمر، مجهول، مجهول.

- نائب الرئيس : محمد البشير الإبراهيمي.
- الكاتب العام : محمد الأمين العمودي.
- نائب الكاتب العام : الطيب العقبي.
- أمين المال :مبارك الميلي.
- نائب أمين المال :إبراهيم بيوض.

أعضاء مستشارين:
- المولود الحافظي.
- الطيب المهاجي.
- مولاي بن شريف.
- السعيد اليجري.
- حسن الطرابلسي.
- عبد القادر القاسمي.
- محمد الفضيل اليراتني.

## مجلات الجمعية
1. جريدة السنة النبوية المحمدية:[5] صدر أول عدد منها في الثامن من ذي الحجة عام 1351هـ الموافق للعاشر من أفريل سنة 1933 م أي بعد سنتين من تأسيس الجمعية وما صدر منها إلا 13 عددا حتى أوقفتها السلطات الاستعمارية، فكان آخر عدد يوم 1 ربيع الأول سنة 1352 هـ الموافق لـ 03 جويلية 1933 م.
2. جريدة الشريعة النبوية المحمدية:[6] طبع أوّل عدد منها يوم الاثنين 24 ربيع الأوّل 1352 هـ الموافق لـ 17 جويلية 1933 م واستمرت حتى عددها السابع يوم الإثنين 7 جمادى الأولى 1352 هـ الموافق لـ 28 أوت 1933 م أين جاء قرار تعطيلها، قد واكبت هذه الجريدة بداية السنة الثالثة لجمعية العلماء المسلمين الجزائريين كما بيّنه العدد الأوّل منها الذي ذُكر فيه خطاب الرئيس في الاجتماع العام الثالث لجمعية العلماء؛
3. جريدة الصراط السوي:[7] صدر أول عدد يوم الإثنين 21 جمادى الأولى عام 1352 هـ الموافق لـ 11 سبتمبر 1933 م وصدر منها 17 عددا حتى 22 رمضان 1352 هـ الموافق لـ 8 جانفي 1934م.
4. جريدة البصائر:[8] بعد توقيف جريدة الصراط السوي أعادت الجمعيّة طلبها الرخصة القانونية بإصدار جريدة تكون لسان حالها. وبعد مدة ليست بالقصيرة أذنت لها الإدارة الاستعمارية بإصدار جريدة «البصائر»، وذلك في 01 شوال 1354 هـ الموافق لـ27 ديسمبر 1935 م وقد أشرف عليها الشّيخ الطيب العقبي من أول عدد لها 27 سبتمبر 1935 م إلى العدد 83 الصادر في 30 سبتمبر 1937 م، حين تحولت إدارة تحريرها من العـاصمة إلى قسنطينة، وعين المجلس الإداري لجمعيّة العلمـاء الشّيخ مبارك الميلي مديرا ومحررا لها خلفا للشّيخ العقبي إلى أن توقفت بسبب الحرب عند العدد 180 الصادر في 25 أوت 1939 م. وتعد جريدة البصائر الجريدة الوحيدة التي بقيت تصدر بعد وفاة الشّيخ ابن باديس (من بين الجرائد التي أشرف على إصدارها) حيث عادت إلى الصدور بعد انتهاء الحرب العالمية الثانية من عام 1947 م إلى غاية 1956 م، بإشراف وإدارة رئيس الجمعيّة الثاني الشّيخ محمد البشير الإبراهيمي، وقد بدأ صدورها يوم 25 جويلية 1947 م، ولكنها لم تلبث أن توقفت عن الصدور مجددا من طرف المشرفين عليها سنة 1956 م، بسبب احتدام الثورة التحريرية وتأزم الأوضاع.

الواقفون: محمد العيد آل خليفة، فرحات بن الدراجي، باعزيز بن عمر، مصطفى حلوش، محمد خير الدين، علي الخياري، أبو اليقظان. أخذت هذه الصورة بنادي الترقي حوالي 1934م.